# Cinquième district congressionnel du Tennessee
Le 5e district congressionnel du Tennessee est une circonscription électorale du Middle Tennessee. Il est représenté par le républicain Andy Ogles depuis janvier 2023.

## Délimitation
Dans le passé, le 5e district était presque synonyme de la capitale du Tennessee, Nashville, car le district a presque toujours été centré sur Nashville tout au long du XXe et du début du XXIe siècle. La ville est un centre pour les secteurs de la musique, de la santé, de l'édition, de la banque et des transports et abrite de nombreux collèges et universités (son ancien surnom était « l'Athènes du Sud »). Elle abrite également le Grand Ole Opry et le Country Music Hall of Fame and Museum, ce qui lui vaut le surnom de « Music City ».
Depuis le cycle électoral de 2022, il n’existe plus de circonscription du Congrès centrée sur la ville de Nashville elle-même. Le Démocrate Jim Cooper, l'ancien titulaire du poste, a allégué que le district avait été découpé pour favoriser les candidats républicains. Avant le cycle de redécoupage des maisons de 2020, le district contenait l'intégralité du comté de Davidson (qui coïncide avec Nashville), ce qui en fait un siège sûr pour le Parti démocrate. Après le redécoupage, Nashville a été divisée en trois districts distincts, diluant ainsi la base électorale fortement démocrate de la ville dans les comtés suburbains et ruraux environnants, qui penchent fortement vers le républicain.

## Limites actuelles
Depuis le cycle de redécoupage des États-Unis de 2020, le 5e district comprend une partie sud du comté de Davidson, des parties des comtés de Wilson et Williamson, et l'intégralité des comtés de Maury, Lewis et Marshall.

## Histoire
À la suite du recensement de 1950, le Tennessee s'est brièvement étendu à dix districts. Même s'il s'est depuis réduit à neuf districts, cela a marqué le début d'une période continue où le 5e district était centré sur le comté de Davidson/Nashville.
De 1941 à 1957, Nashville était représentée par J. Percy Priest, qui était le whip de la majorité à la Chambre aux 81e et 82e Congrès. Un barrage dans l'est du comté de Davidson et le lac formé par le barrage sont tous deux nommés en sa mémoire.
Priest mourut juste avant les élections de 1956 et les démocrates se tournèrent vers Carlton Loser. Loser a remporté cette élection, puis deux autres par la suite. Loser a semblé remporter une autre investiture démocrate en 1962, mais sa primaire a fait l'objet d'une enquête pour fraude électorale et un tribunal a ordonné la tenue de nouvelles élections. Lors de cette nouvelle élection, Loser a été battu par l'ancien sénateur de l'État Richard Fulton.
Richard « Dick » Fulton a représenté le 5e district de 1963 jusqu'en août 1975, date à laquelle il a pris sa retraite du Congrès pour devenir le deuxième maire de la métropole de Nashville. À la suite du recensement de 1970, alors que Fulton représentait le district, le Tennessee s'est brièvement contracté avec huit districts. Au cours des années 1970, le district englobait les comtés de Davidson, Cheatham et Robertson. Cette contraction des districts a forcé, pour la première fois en trente ans, le comté de Davidson à ne pas être le seul comté du district. (Le 5e n'était que le Comté de Davidson de 1943 à 1972.)
Une fois que Fulton fut maire de Nashville, l'ancien sénateur de l'État, Clifford Allen, lui succéda au Congrès. Allen n'a servi que pendant un mandat et demi (novembre 1975 - juin 1978) avant de mourir des suite de complications d'une crise cardiaque subie un mois plus tôt.
Lors des élections de 1978, le 5e district a choisi le sénateur de l'État Bill Boner. Il a siégé au Congrès pendant dix ans, puis a succédé à Fulton comme maire de Nashville. Boner a été remplacé en 1988 par Bob Clement, ancien président de l'Université de Cumberland et fils de l'ancien Gouverneur Frank G. Clement. Clement a servi sept mandats au Congrès, où il a représenté les comtés de Davidson et Robertson. Il était l'un des 81 membres du Congrès démocrate qui ont voté pour la résolution sur l'Irak de 2002.
Clément ne s'est pas présenté aux élections en 2002, car il se présentait pour le siège libre du Sénat américain laissé par Fred Thompson, qui a pris sa retraite. Il a remporté facilement l'investiture démocrate, mais a été battu aux élections générales par l'ancien Gouverneur Lamar Alexander. Clement a été remplacé au Congrès par Jim Cooper, qui, comme Clement, était également le fils d'un ancien gouverneur. Cooper est considéré comme un blue dog democrat. Selon On The Issues, il est jugé « modéré », mais se situe légèrement à gauche du centre politique. Après que le cycle de redécoupage des États-Unis de 2020 a déplacé le 5e district vers la banlieue à tendance républicaine au sud de Nashville, Cooper a annoncé qu'il ne se représenterait pas en 2022. Il a été remplacé au Congrès par Andy Ogles, l'ancien maire du Comté de Maury.

## Historique de vote

### Résultats des élections selon les frontières actuelles
| Année | Poste      | Résultats                 |
| ----- | ---------- | ------------------------- |
| 2016  | Président  | Trump 55,6 % - 38,5 %     |
| 2018  | Gouverneur | Lee 54,2 % - 42,8 %       |
| 2018  | Sénat      | Blackburn 54,7 % - 43,9 % |
| 2020  | Président  | Trump 54,5 % - 43,2 %     |
| 2020  | Sénat      | Hagerty 57,6 % - 39,8 %   |
| 2022  | Gouverneur | Lee 58,4 % - 40,1 %       |

### Résultats des élections selon les anciennes frontières (2013 - 2023)
| Année | Poste     | Résultats               |
| ----- | --------- | ----------------------- |
| 2012  | Président | Obama 56,0 % - 42,5 %   |
| 2016  | Président | Clinton 56,5 % - 38,2 % |
| 2020  | Président | Biden 60,3 % - 36,7 %   |

### Résultats des élections selon les anciennes frontières (2003-2013)
| Année | Poste     | Résultats             |
| ----- | --------- | --------------------- |
| 2000  | Président | Gore 57,0 % - 42,0 %  |
| 2004  | Président | Kerry 52,0 % - 48,0 % |
| 2008  | Président | Obama 57,5 % - 41,3 % |

## Liste des représentants du district
| Membre                                    | Parti                      | Années                           | Congrès      | Histoire électorale | Zone géographique                                                  |
| ----------------------------------------- | -------------------------- | -------------------------------- | ------------ | --- | ------------------------------------------------------------------ |
| District établi le 4 mars 1813.           |                            |                                  |              | |                                                                    |
| Felix Grundy                              | Républicain-Démocrate      | 4 mars 1813 - juillet 1814       | 13e          | Redécoupage depuis le 3e district et réélu en 1813. Démissionne. | 1813–1823 Bedford, Davidson, Lincoln, Rutherford et Williamson     |
| Vacant                                    | Vacant                     | juillet 1814 - 16 septembre 1814 | 13e          | | 1813–1823 Bedford, Davidson, Lincoln, Rutherford et Williamson     |
| Newton Cannon (en)                        | Républicain-Démocrate      | 16 septembre 1814 - 3 mars 1817  | 13e , 14e    | Élu pour terminer le mandat de Grundy. Réélu en 1815. Perd sa réélection. | 1813–1823 Bedford, Davidson, Lincoln, Rutherford et Williamson     |
| Thomas Claiborne (en)                     | Républicain-Démocrate      | 4 mars 1817 - 3 mars 1819        | 15e          | Élu en 1817. Retrait. | 1813–1823 Bedford, Davidson, Lincoln, Rutherford et Williamson     |
| Newton Cannon (en)                        | Républicain-Démocrate      | 4 mars 1819 - 3 mars 1823        | 16e , 17e    | Élu en 1819. Réélu en 1821. Retrait. | 1813–1823 Bedford, Davidson, Lincoln, Rutherford et Williamson     |
| Robert Allen (en)                         | Républicain-Démocrate      | 4 mars 1823 - 3 mars 1825        | 18e , 19e    | Redécoupage depuis le 4e district et réélu en 1823. Réélu en 1825. Retrait. | 1823–1833 Smith, Sumner et Wilson                                  |
| Robert Allen (en)                         | Jacksonien (en)            | 4 mars 1825 - 3 mars 1827        | 18e , 19e    | Redécoupage depuis le 4e district et réélu en 1823. Réélu en 1825. Retrait. | 1823–1833 Smith, Sumner et Wilson                                  |
| Robert Desha                              | Jacksonien (en)            | 4 mars 1827 - 3 mars 1831        | 20e , 21e    | Élu en 1827. Réélu en 1829. Retrait. | 1823–1833 Smith, Sumner et Wilson                                  |
| William Hall (en)                         | Jacksonien (en)            | 4 mars 1831 - 3 mars 1833        | 22e          | Élu en 1831. Retrait. | 1823–1833 Smith, Sumner et Wilson                                  |
| John B. Forester (en)                     | Jacksonien (en)            | 4 mars 1833 - 3 mars 1835        | 23e , 24e    | Élu en 1833. Réélu en 1835. Retrait. | 1833–1843                                                          |
| John B. Forester (en)                     | Anti-Jacksonien            | 4 mars 1835 - 3 mars 1837        | 23e , 24e    | Élu en 1833. Réélu en 1835. Retrait. | 1833–1843                                                          |
| Hopkins L. Turney (en)                    | Démocrate                  | 4 mars 1837 - 3 mars 1843        | 25e - 27e    | Élu en 1837. Réélu en 1839. Réélu en 1841. Retrait. | 1833–1843                                                          |
| George Washington Jones (en)              | Démocrate                  | 4 mars 1843 - 3 mars 1853        | 28e - 32e    | Élu en 1843. Réélu en 1845. Réélu en 1847. Réélu en 1849. Réélu en 1851. Redécoupage vers le 6e district.                                                                                               | 1843–1853                                                          |
| Charles Ready (en)                        | Whig                       | 4 mars 1853 - 3 mars 1855        | 33e - 35e    | Élu en 1853. Réélu en 1855. Réélu en 1857. Perd sa réélection. | 1853–1861                                                          |
| Charles Ready (en)                        | Know Nothing               | 4 mars 1855 - 3 mars 1859        | 33e - 35e    | Élu en 1853. Réélu en 1855. Réélu en 1857. Perd sa réélection. | 1853–1861                                                          |
| Robert H. Hatton (en)                     | Opposition Party (en)      | 4 mars 1859 - 3 mars 1861        | 36e          | Élu en 1859. Retrait pour rejoindre l'Armée Confédérée. | 1853–1861                                                          |
| District inactif                          | District inactif           | 3 mars 1861 - 24 juillet 1866    | 37e - 39e    | Guerre de Sécession et Reconstruction | Guerre de Sécession et Reconstruction                              |
| William B. Campbell (en)                  | Union Nationale (en)       | 24 juillet 1866 - 3 mars 1867    | 39e          | Élu en 1865. Retrait. | 1866–1873                                                          |
| John Trimble (en)                         | Républicain                | 4 mars 1867 - 3 mars 1869        | 40e          | Élu en 1867. Retrait. | 1866–1873                                                          |
| William F. Prosser (en)                   | Républicain                | 4 mars 1869 - 3 mars 1871        | 41e          | Élu en 1868. Perd sa réélection. | 1866–1873                                                          |
| Edward I. Golladay (en)                   | Démocrate                  | 4 mars 1871 - 3 mars 1873        | 42e          | Élu en 1870. Perd sa réélection. | 1866–1873                                                          |
| Horace Harrison (en)                      | Républicain                | 4 mars 1873 - 3 mars 1875        | 43e          | Élu en 1872. Redécoupage vers le 6e district et perd sa réélection. | 1873–1883                                                          |
| John M. Bright (en)                       | Démocrate                  | 4 mars 1875 - 3 mars 1881        | 44e - 46e    | Redécoupage depuis le 4e district et réélu en 1874. Réélu en 1876. Réélu en 1878. Perd sa réélection en tant que Démocrate Indépendant.                                                                 | 1873–1883                                                          |
| Richard Warner (en)                       | Démocrate                  | 4 mars 1881 - 3 mars 1885        | 47e , 48e    | Élu en 1880. Réélu en 1882. Perd sa renominatino. | 1873–1883                                                          |
| 1883–1893                                 |                            |                                  | 47e , 48e    | Élu en 1880. Réélu en 1882. Perd sa renominatino. |                                                                    |
| James D. Richardson                       | Démocrate                  | 4 mars 1885 - 3 mars 1905        | 49e - 58e    | Élu en 1884. Réélu en 1886. Réélu en 1888. Réélu en 1890. Réélu en 1892. Réélu en 1894. Réélu en 1896. Réélu en 1898. Réélu en 1900. Réélu en 1902. Retrait.                                            |                                                                    |
| 1893–1903                                 |                            |                                  | 49e - 58e    | Élu en 1884. Réélu en 1886. Réélu en 1888. Réélu en 1890. Réélu en 1892. Réélu en 1894. Réélu en 1896. Réélu en 1898. Réélu en 1900. Réélu en 1902. Retrait.                                            |                                                                    |
| 1903–1913                                 |                            |                                  | 49e - 58e    | Élu en 1884. Réélu en 1886. Réélu en 1888. Réélu en 1890. Réélu en 1892. Réélu en 1894. Réélu en 1896. Réélu en 1898. Réélu en 1900. Réélu en 1902. Retrait.                                            |                                                                    |
| William C. Houston (en)                   | Démocrate                  | 4 mars 1905 - 3 mars 1919        | 59e - 65e    | Élu en 1904. Réélu en 1906. Réélu en 1908. Réélu en 1910. Réélu en 1912. Réélu en 1914. Réélu en 1916. Retrait.                                                                                         |                                                                    |
| 1913–1923                                 |                            |                                  | 59e - 65e    | Élu en 1904. Réélu en 1906. Réélu en 1908. Réélu en 1910. Réélu en 1912. Réélu en 1914. Réélu en 1916. Retrait.                                                                                         |                                                                    |
| Ewin L. Davis (en)                        | Démocrate                  | 4 mars 1919 - 3 mars 1933        | 66e - 72e    | Élu en 1918. Réélu en 1920. Réélu en 1922. Réélu en 1924. Réélu en 1926. Réélu en 1928. Réélu en 1930. Perd sa renomination.                                                                            |                                                                    |
| 1923–1933                                 |                            |                                  | 66e - 72e    | Élu en 1918. Réélu en 1920. Réélu en 1922. Réélu en 1924. Réélu en 1926. Réélu en 1928. Réélu en 1930. Perd sa renomination.                                                                            |                                                                    |
| Jo Byrns (en)                             | Démocrate                  | 4 mars 1933 - 4 juin 1936        | 73e , 74e    | Redécoupage depuis le 6e district et réélu en 1932. Réélu en 1934. Décès. | 1933–1943                                                          |
| Vacant                                    | Vacant                     | 4 juin 1936 - 3 janvier 1937     | 74e          | | 1933–1943                                                          |
| Richard M. Atkinson (en)                  | Démocrate                  | 3 janvier 1937 - 3 janvier 1939  | 75e          | Élu en 1936. Perd sa renomination. | 1933–1943                                                          |
| Jo Byrns Jr. (en)                         | Démocrate                  | 3 janvier 1939 - 3 janvier 1941  | 76e          | Élu en 1938. Perd sa réélection. | 1933–1943                                                          |
| Percy Priest (en)                         | Démocrate Indépendant (en) | 3 janvier 1941 - 3 janvier 1943  | 77e          | Élu en 1940. Redécoupage vers le 6e district. | 1933–1943                                                          |
| Jim Nance McCord (en)                     | Démocrate                  | 3 janvier 1943 - 3 janvier 1945  | 78e          | Élu en 1942. Retrait pour se présenter comme Gouverneur du Tennessee. | 1943–1953                                                          |
| Harold Earthman (en)                      | Démocrate                  | 3 janvier 1945 - 3 janvier 1947  | 79e          | Élu en 1944. Perd sa renomination. | 1943–1953                                                          |
| Joe L. Evins (en)                         | Démocrate                  | 3 janvier 1947 - 3 janvier 1953  | 80e - 82e    | Élu en 1946. Réélu en 1948. Réélu en 1950. Redécoupage vers le 4e district. | 1943–1953                                                          |
| Percy Priest (en)                         | Démocrate                  | 3 janvier 1953 - 12 octobre 1956 | 83e , 84e    | Redécoupage depuis le 6e district et réélu en 1952. Réélu en 1954. Décès. | 1953–1963                                                          |
| Vacant                                    | Vacant                     | 12 octobre 1956 - 3 janvier 1957 | 84e          | | 1953–1963                                                          |
| J. Carlton Loser (en)                     | Démocrate                  | 3 janvier 1957 - 3 janvier 1963  | 85e - 87e    | Élu en 1956. Réélu en 1958. Réélu en 1960. Perd sa renomination. | 1953–1963                                                          |
| Richard Fulton (en)                       | Démocrate                  | 3 janvier 1963 - 14 août 1975    | 88e - 94e    | Élu en 1962. Réélu en 1964. Réélu en 1966. Réélu en 1968. Réélu en 1970. Réélu en 1972. Réélu en 1974. Démissionne pour devenir Maire de Nashville.                                                     | 1963–1973                                                          |
| 1973–1983 Cheatham, Davidson et Robertson |                            |                                  | 88e - 94e    | Élu en 1962. Réélu en 1964. Réélu en 1966. Réélu en 1968. Réélu en 1970. Réélu en 1972. Réélu en 1974. Démissionne pour devenir Maire de Nashville.                                                     |                                                                    |
| Vacant                                    | Vacant                     | 14 août 1975 - 25 novembre 1975  | 94e          | |                                                                    |
| Clifford Allen (en)                       | Démocrate                  | 25 novembre 1975 - 18 juin 1978  | 94e , 95e    | Élu pour terminer le mandat de Fulton. Réélu en 1976. Décès. |                                                                    |
| Vacant                                    | Vacant                     | 18 juin 1978 - 3 janvier 1979    | 95e          | |                                                                    |
| Bill Boner (en)                           | Démocrate                  | 3 janvier 1979 - 5 octobre 1987  | 96e - 100e   | Élu en 1978. Réélu en 1980. Réélu en 1982. Réélu en 1984. Réélu en 1986. Démissionne pour devenir Maire de Nashville.                                                                                   |                                                                    |
| 1983–1993 Davidson et Robertson           |                            |                                  | 96e - 100e   | Élu en 1978. Réélu en 1980. Réélu en 1982. Réélu en 1984. Réélu en 1986. Démissionne pour devenir Maire de Nashville.                                                                                   |                                                                    |
| Vacant                                    | Vacant                     | 5 octobre 1987 - 19 janvier 1988 | 100e         | |                                                                    |
| Bob Clement                               | Démocrate                  | 19 janvier 1988 - 3 janvier 2003 | 100e - 107e  | Élu pour terminer le mandat de Boner. Réélu en 1988. Réélu en 1990. Réélu en 1992. Réélu en 1994. Réélu en 1996. Réélu en 1998. Réélu en 2000. Retrait pour se présenter comme Sénateur des États-Unis. |                                                                    |
| 1993–2003 Davidson et Robertson           |                            |                                  | 100e - 107e  | Élu pour terminer le mandat de Boner. Réélu en 1988. Réélu en 1990. Réélu en 1992. Réélu en 1994. Réélu en 1996. Réélu en 1998. Réélu en 2000. Retrait pour se présenter comme Sénateur des États-Unis. |                                                                    |
| Jim Cooper                                | Démocrate                  | 3 janvier 2003 - 3 janvier 2023  | 108e - 117e  | Élu en 2002. Réélu en 2004. Réélu en 2006. Réélu en 2008. Réélu en 2010. Réélu en 2012. Réélu en 2014. Réélu en 2016. Réélu en 2018. Réélu en 2020. Retrait.                                            | 2003–2013 Cheatham, Davidson et Wilson                             |
| 2013–2023 Cheatham, Davidson et Dickson   |                            |                                  | 108e - 117e  | Élu en 2002. Réélu en 2004. Réélu en 2006. Réélu en 2008. Réélu en 2010. Réélu en 2012. Réélu en 2014. Réélu en 2016. Réélu en 2018. Réélu en 2020. Retrait.                                            |                                                                    |
| Andy Ogles                                | Républicain                | Depuis le 3 janvier 2023         | 118e et 119e | Élu en 2022. Réélu en 2024. | Depuis 2023 Davidson, Lewis, Marshall, Maury, Williamson et Wilson |

## Résultats des récentes élections
Voici les résultats des dix précédents cycles électoraux dans le district.

### 2004
| Élection de 2002 du 5e district congressionnel du Tennesse | Élection de 2002 du 5e district congressionnel du Tennesse | Élection de 2002 du 5e district congressionnel du Tennesse | Élection de 2002 du 5e district congressionnel du Tennesse | Élection de 2002 du 5e district congressionnel du Tennesse |
| ---------------------------------------------------------- | ---------------------------------------------------------- | ---------------------------------------------------------- | ---------------------------------------------------------- | ---------------------------------------------------------- |
| Parti                                                      | Parti                                                      | Candidat                                                   | Votes                                                      | %                                                          |
|                                                            | Démocrate                                                  | Jim Cooper (sortant)                                       | 168 970                                                    | 69,3                                                       |
|                                                            | Républicain                                                | Scott Knapp                                                | 74 978                                                     | 30,7                                                       |
|                                                            | Write-In                                                   | Write-In                                                   | 15                                                         | 0,0                                                        |
| Total des votes                                            | Total des votes                                            | Total des votes                                            | 243 963                                                    | 100 %                                                      |
|                                                            | Les Démocrates conservent                                  |                                                            |                                                            |                                                            |

### 2006
| Élection de 2006 du 5e district congressionnel du Tennesse | Élection de 2006 du 5e district congressionnel du Tennesse | Élection de 2006 du 5e district congressionnel du Tennesse | Élection de 2006 du 5e district congressionnel du Tennesse | Élection de 2006 du 5e district congressionnel du Tennesse |
| ---------------------------------------------------------- | ---------------------------------------------------------- | ---------------------------------------------------------- | ---------------------------------------------------------- | ---------------------------------------------------------- |
| Parti                                                      | Parti                                                      | Candidat                                                   | Votes                                                      | %                                                          |
|                                                            | Démocrate                                                  | Jim Cooper (sortant)                                       | 122 919                                                    | 69,0                                                       |
|                                                            | Républicain                                                | Thomas F. Kovach                                           | 49 702                                                     | 27,9                                                       |
|                                                            | Indépendant                                                | Ginny Welch                                                | 3 766                                                      | 2,1                                                        |
|                                                            | Indépendant                                                | Scott Knapp                                                | 1 755                                                      | 1,0                                                        |
| Total des votes                                            | Total des votes                                            | Total des votes                                            | 178 142                                                    | 100 %                                                      |
|                                                            | Les Démocrates conservent                                  |                                                            |                                                            |                                                            |

### 2008
| Élection de 2008 du 5e district congressionnel du Tennesse | Élection de 2008 du 5e district congressionnel du Tennesse | Élection de 2008 du 5e district congressionnel du Tennesse | Élection de 2008 du 5e district congressionnel du Tennesse | Élection de 2008 du 5e district congressionnel du Tennesse |
| ---------------------------------------------------------- | ---------------------------------------------------------- | ---------------------------------------------------------- | ---------------------------------------------------------- | ---------------------------------------------------------- |
| Parti                                                      | Parti                                                      | Candidat                                                   | Votes                                                      | %                                                          |
|                                                            | Démocrate                                                  | Jim Cooper (sortant)                                       | 181 467                                                    | 65,8                                                       |
|                                                            | Républicain                                                | Gerard Donovan                                             | 85 471                                                     | 31,0                                                       |
|                                                            | Indépendant                                                | Jon Jackson                                                | 5 465                                                      | 2,0                                                        |
|                                                            | Indépendant                                                | John P. Miglietta                                          | 3 196                                                      | 1,2                                                        |
|                                                            | Write-In                                                   | Write-In                                                   | 4                                                          | 0,0                                                        |
| Total des votes                                            | Total des votes                                            | Total des votes                                            | 275 603                                                    | 100 %                                                      |
|                                                            | Les Démocrates conservent                                  |                                                            |                                                            |                                                            |

### 2010
| Élection de 2010 du 5e district congressionnel du Tennesse | Élection de 2010 du 5e district congressionnel du Tennesse | Élection de 2010 du 5e district congressionnel du Tennesse | Élection de 2010 du 5e district congressionnel du Tennesse | Élection de 2010 du 5e district congressionnel du Tennesse |
| ---------------------------------------------------------- | ---------------------------------------------------------- | ---------------------------------------------------------- | ---------------------------------------------------------- | ---------------------------------------------------------- |
| Parti                                                      | Parti                                                      | Candidat                                                   | Votes                                                      | %                                                          |
|                                                            | Démocrate                                                  | Jim Cooper (sortant)                                       | 99 162                                                     | 57,2                                                       |
|                                                            | Républicain                                                | David Hall                                                 | 74 204                                                     | 42,8                                                       |
| Total des votes                                            | Total des votes                                            | Total des votes                                            | 173 366                                                    | 100 %                                                      |
|                                                            | Les Démocrates conservent                                  |                                                            |                                                            |                                                            |

### 2012
| Élection de 2012 du 5e district congressionnel du Tennesse | Élection de 2012 du 5e district congressionnel du Tennesse | Élection de 2012 du 5e district congressionnel du Tennesse | Élection de 2012 du 5e district congressionnel du Tennesse | Élection de 2012 du 5e district congressionnel du Tennesse |
| ---------------------------------------------------------- | ---------------------------------------------------------- | ---------------------------------------------------------- | ---------------------------------------------------------- | ---------------------------------------------------------- |
| Parti                                                      | Parti                                                      | Candidat                                                   | Votes                                                      | %                                                          |
|                                                            | Démocrate                                                  | Jim Cooper (sortant)                                       | 171 358                                                    | 65,22                                                      |
|                                                            | Républicain                                                | Brad Staats                                                | 86 153                                                     | 32,79                                                      |
|                                                            | Vert                                                       | John Miglietta                                             | 5 208                                                      | 1,98                                                       |
|                                                            | Write-In                                                   | Sean Puckett                                               | 12                                                         | 0,0                                                        |
| Total des votes                                            | Total des votes                                            | Total des votes                                            | 262 731                                                    | 100 %                                                      |
|                                                            | Les Démocrates conservent                                  |                                                            |                                                            |                                                            |

### 2014
| Élection de 2014 du 5e district congressionnel du Tennesse | Élection de 2014 du 5e district congressionnel du Tennesse | Élection de 2014 du 5e district congressionnel du Tennesse | Élection de 2014 du 5e district congressionnel du Tennesse | Élection de 2014 du 5e district congressionnel du Tennesse |
| ---------------------------------------------------------- | ---------------------------------------------------------- | ---------------------------------------------------------- | ---------------------------------------------------------- | ---------------------------------------------------------- |
| Parti                                                      | Parti                                                      | Candidat                                                   | Votes                                                      | %                                                          |
|                                                            | Démocrate                                                  | Jim Cooper (sortant)                                       | 96 148                                                     | 62,32                                                      |
|                                                            | Républicain                                                | Bob Ries                                                   | 55 078                                                     | 35,70                                                      |
|                                                            | Indépendant                                                | Paul Deakin                                                | 9 634                                                      | 6,24                                                       |
| Total des votes                                            | Total des votes                                            | Total des votes                                            | 160 860                                                    | 100 %                                                      |
|                                                            | Les Démocrates conservent                                  |                                                            |                                                            |                                                            |

### 2016
| Élection de 2016 du 5e district congressionnel du Tennesse | Élection de 2016 du 5e district congressionnel du Tennesse | Élection de 2016 du 5e district congressionnel du Tennesse | Élection de 2016 du 5e district congressionnel du Tennesse | Élection de 2016 du 5e district congressionnel du Tennesse |
| ---------------------------------------------------------- | ---------------------------------------------------------- | ---------------------------------------------------------- | ---------------------------------------------------------- | ---------------------------------------------------------- |
| Parti                                                      | Parti                                                      | Candidat                                                   | Votes                                                      | %                                                          |
|                                                            | Démocrate                                                  | Jim Cooper (sortant)                                       | 171 111                                                    | 62,55                                                      |
|                                                            | Républicain                                                | Stacy Ries Snyder                                          | 102 433                                                    | 37,44                                                      |
| Total des votes                                            | Total des votes                                            | Total des votes                                            | 273 544                                                    | 100 %                                                      |
|                                                            | Les Démocrates conservent                                  |                                                            |                                                            |                                                            |

### 2018
| Élection de 2018 du 5e district congressionnel du Tennesse | Élection de 2018 du 5e district congressionnel du Tennesse | Élection de 2018 du 5e district congressionnel du Tennesse | Élection de 2018 du 5e district congressionnel du Tennesse | Élection de 2018 du 5e district congressionnel du Tennesse |
| ---------------------------------------------------------- | ---------------------------------------------------------- | ---------------------------------------------------------- | ---------------------------------------------------------- | ---------------------------------------------------------- |
| Parti                                                      | Parti                                                      | Candidat                                                   | Votes                                                      | %                                                          |
|                                                            | Démocrate                                                  | Jim Cooper (sortant)                                       | 177 923                                                    | 67,84                                                      |
|                                                            | Républicain                                                | Jody M. Ball                                               | 84 317                                                     | 32,15                                                      |
|                                                            | Write-In                                                   | Marshal Weaver                                             | 8                                                          | 0,0                                                        |
| Total des votes                                            | Total des votes                                            | Total des votes                                            | 202 248                                                    | 100 %                                                      |
|                                                            | Les Démocrates conservent                                  |                                                            |                                                            |                                                            |

### 2020
| Élection de 2020 du 5e district congressionnel du Tennesse | Élection de 2020 du 5e district congressionnel du Tennesse | Élection de 2020 du 5e district congressionnel du Tennesse | Élection de 2020 du 5e district congressionnel du Tennesse | Élection de 2020 du 5e district congressionnel du Tennesse |
| ---------------------------------------------------------- | ---------------------------------------------------------- | ---------------------------------------------------------- | ---------------------------------------------------------- | ---------------------------------------------------------- |
| Parti                                                      | Parti                                                      | Candidat                                                   | Votes                                                      | %                                                          |
|                                                            | Démocrate                                                  | Jim Cooper (sortant)                                       | 252 155                                                    | 100 %                                                      |
|                                                            | Les Démocrates conservent                                  |                                                            |                                                            |                                                            |

### 2022
| Primaire démocrate de 2022 du 5e district congressionnel du Tennesse | Primaire démocrate de 2022 du 5e district congressionnel du Tennesse | Primaire démocrate de 2022 du 5e district congressionnel du Tennesse | Primaire démocrate de 2022 du 5e district congressionnel du Tennesse | Primaire démocrate de 2022 du 5e district congressionnel du Tennesse |
| -------------------------------------------------------------------- | -------------------------------------------------------------------- | -------------------------------------------------------------------- | -------------------------------------------------------------------- | -------------------------------------------------------------------- |
| Parti                                                                | Parti                                                                | Candidat                                                             | Votes                                                                | %                                                                    |
|                                                                      | Démocrate                                                            | Heidi Campbell                                                       | 30 830                                                               | 100 %                                                                |

| Primaire républicaine de 2022 du 5e district congressionnel du Tennesse | Primaire républicaine de 2022 du 5e district congressionnel du Tennesse | Primaire républicaine de 2022 du 5e district congressionnel du Tennesse | Primaire républicaine de 2022 du 5e district congressionnel du Tennesse | Primaire républicaine de 2022 du 5e district congressionnel du Tennesse |
| ----------------------------------------------------------------------- | ----------------------------------------------------------------------- | ----------------------------------------------------------------------- | ----------------------------------------------------------------------- | ----------------------------------------------------------------------- |
| Parti                                                                   | Parti                                                                   | Candidat                                                                | Votes                                                                   | %                                                                       |
|                                                                         | Républicain                                                             | Andy Ogles                                                              | 21 325                                                                  | 35,4                                                                    |
|                                                                         | Républicain                                                             | Beth Harwell                                                            | 15 021                                                                  | 24,9                                                                    |
|                                                                         | Républicain                                                             | Kurt Winstead                                                           | 12 721                                                                  | 21,1                                                                    |
|                                                                         | Républicain                                                             | Jeff Beierlein                                                          | 4 093                                                                   | 6,8                                                                     |
|                                                                         | Républicain                                                             | Robby Starbuck (write-in)                                               | 2 492                                                                   | 4,1                                                                     |
|                                                                         | Républicain                                                             | Natisha Brooks                                                          | 1 747                                                                   | 2,9                                                                     |
|                                                                         | Républicain                                                             | Geni Batchelor                                                          | 1 017                                                                   | 1,7                                                                     |
|                                                                         | Républicain                                                             | Timothy Lee                                                             | 845                                                                     | 1,4                                                                     |
|                                                                         | Républicain                                                             | Stewart Parks                                                           | 586                                                                     | 1,0                                                                     |
|                                                                         | Républicain                                                             | Tres Wittum                                                             | 398                                                                     | 0,7                                                                     |

| Élection de 2022 du 5e district congressionnel du Tennesse | Élection de 2022 du 5e district congressionnel du Tennesse | Élection de 2022 du 5e district congressionnel du Tennesse | Élection de 2022 du 5e district congressionnel du Tennesse | Élection de 2022 du 5e district congressionnel du Tennesse |
| ---------------------------------------------------------- | ---------------------------------------------------------- | ---------------------------------------------------------- | ---------------------------------------------------------- | ---------------------------------------------------------- |
| Parti                                                      | Parti                                                      | Candidat                                                   | Votes                                                      | %                                                          |
|                                                            | Républicain                                                | Andy Ogles                                                 | 123 558                                                    | 55,8                                                       |
|                                                            | Démocrate                                                  | Heidi Campbell                                             | 93 648                                                     | 42,3                                                       |
|                                                            | Indépendant                                                | Derrick Brantley                                           | 2 090                                                      | 0,9                                                        |
|                                                            | Indépendant                                                | Daniel Cooper                                              | 1 132                                                      | 0,5                                                        |
|                                                            | Indépendant                                                | Rick Shannon                                               | 847                                                        | 0,4                                                        |
| Total des votes                                            | Total des votes                                            | Total des votes                                            | 221 275                                                    | 100 %                                                      |
|                                                            | Les Démocrates conservent                                  |                                                            |                                                            |                                                            |

### 2024
| Primaire démocrate de 2024 du 5e district congressionnel du Tennesse | Primaire démocrate de 2024 du 5e district congressionnel du Tennesse | Primaire démocrate de 2024 du 5e district congressionnel du Tennesse | Primaire démocrate de 2024 du 5e district congressionnel du Tennesse | Primaire démocrate de 2024 du 5e district congressionnel du Tennesse |
| -------------------------------------------------------------------- | -------------------------------------------------------------------- | -------------------------------------------------------------------- | -------------------------------------------------------------------- | -------------------------------------------------------------------- |
| Parti                                                                | Parti                                                                | Candidat                                                             | Votes                                                                | %                                                                    |
|                                                                      | Démocrate                                                            | Maryam Abolfazli                                                     | 29 242                                                               | 100 %                                                                |

| Primaire républicaine de 2024 du 5e district congressionnel du Tennesse | Primaire républicaine de 2024 du 5e district congressionnel du Tennesse | Primaire républicaine de 2024 du 5e district congressionnel du Tennesse | Primaire républicaine de 2024 du 5e district congressionnel du Tennesse | Primaire républicaine de 2024 du 5e district congressionnel du Tennesse |
| ----------------------------------------------------------------------- | ----------------------------------------------------------------------- | ----------------------------------------------------------------------- | ----------------------------------------------------------------------- | ----------------------------------------------------------------------- |
| Parti                                                                   | Parti                                                                   | Candidat                                                                | Votes                                                                   | %                                                                       |
|                                                                         | Républicain                                                             | Andy Ogles (sortant)                                                    | 32 062                                                                  | 56,5                                                                    |
|                                                                         | Républicain                                                             | Courtney Johnston                                                       | 24 646                                                                  | 43,5                                                                    |

| Élection de 2024 du 5e district congressionnel du Tennesse | Élection de 2024 du 5e district congressionnel du Tennesse | Élection de 2024 du 5e district congressionnel du Tennesse | Élection de 2024 du 5e district congressionnel du Tennesse | Élection de 2024 du 5e district congressionnel du Tennesse |
| ---------------------------------------------------------- | ---------------------------------------------------------- | ---------------------------------------------------------- | ---------------------------------------------------------- | ---------------------------------------------------------- |
| Parti                                                      | Parti                                                      | Candidat                                                   | Votes                                                      | %                                                          |
|                                                            | Républicain                                                | Andy Ogles (sortant)                                       | TBD                                                        | TBD                                                        |
|                                                            | Démocrate                                                  | Maryam Abolfazli                                           | TBD                                                        | TBD                                                        |
|                                                            | Indépendant                                                | Jim Larkin                                                 | TBD                                                        | TBD                                                        |
|                                                            | Indépendant                                                | Bob Titley                                                 | TBD                                                        | TBD                                                        |
|                                                            | Indépendant                                                | Tomi Faparusi                                              | TBD                                                        | TBD                                                        |
| Total des votes                                            | Total des votes                                            | Total des votes                                            | TBD                                                        | 100 %                                                      |
|                                                            |                                                            |                                                            |                                                            |                                                            |